# Gustav Heinrich von Biedermann

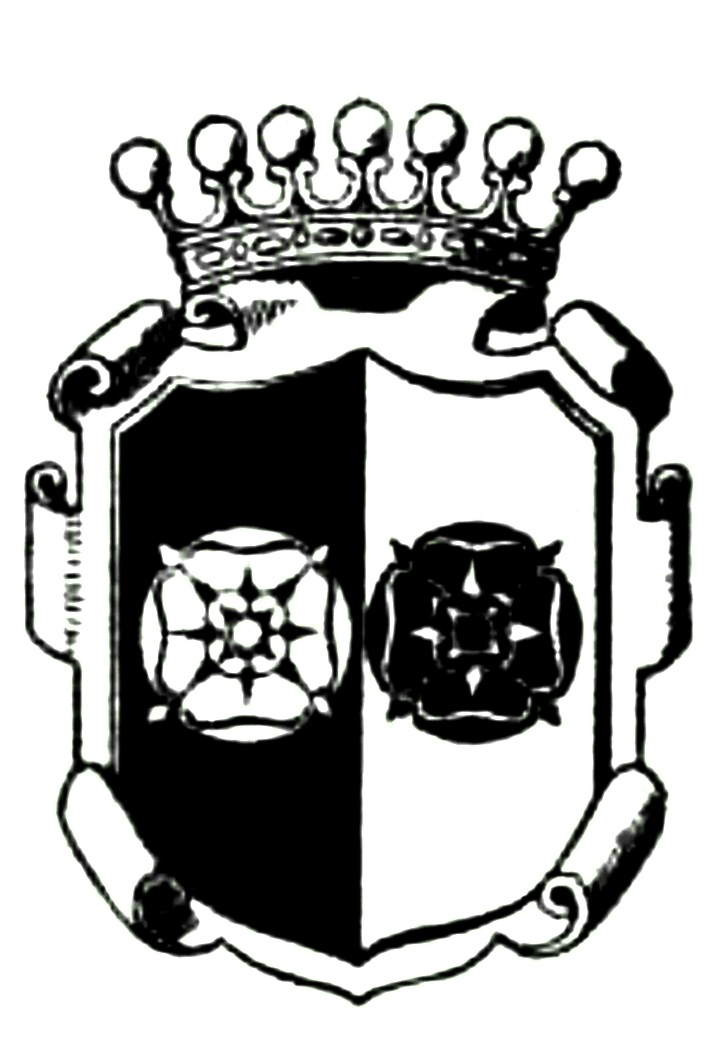
Wappen der Freiherren von Biedermann

Gustav Heinrich Biedermann, ab 1802 Freiherr von Biedermann (* 17. Februar 1789 in Dresden; † 29. Juni 1862 in Forchheim, Erzgebirge) war ein deutscher Jurist, Rittergutsbesitzer und Politiker. Als Kanoniker des Stifts Wurzen war er zwischen 1836 und 1862 mehrmals Mitglied der I. Kammer des Sächsischen Landtags.

## Leben und Wirken

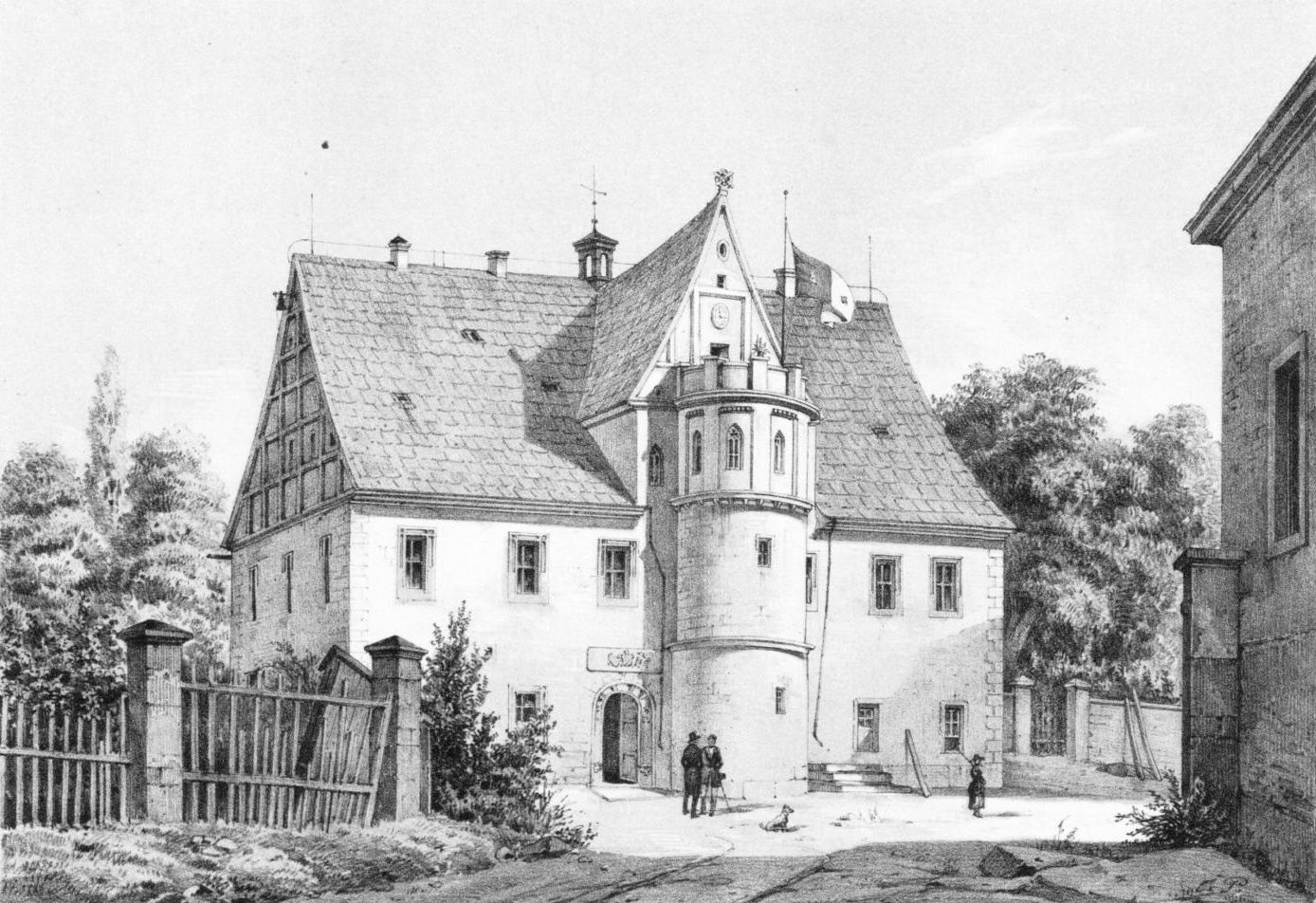
Rittergut Niederforchheim (um 1860)

Sein Vater, der aus Annaberg stammende Wirkliche Geheime Rat und Direktor des zweiten Departements des sächsischen Finanzministeriums Traugott Andreas Biedermann (1743–1814), wurde 1802 „in Anerkennung seiner Verdienste und mit Rücksicht auf die Abstammung seiner Mutter (geb. Stock) aus dem alten schottischen Geschlechte der Lindesey“ in den erblichen Reichsfreiherrnstand erhoben.
Biedermann besuchte ab 1805 die Bergakademie Freiberg, wo er der Erzgebirgischen Landsmannschaft der Montanen beitrat, und anschließend von 1807 bis 1810 die Universität Leipzig, wo er Rechtswissenschaften studierte. Seine Disputation handelte von den Vorrechten der Eigenlöhner (De juribus singularibus Anturgon metallicorum). Er war zunächst Bergamtsassessor in Freiberg und ab 1812 in Marienberg. 1814 schloss er sich einem Banner der Freiwilligen Sachsen an. 1816 wurde er – als Nachfolger von Ernst Gottlob Wolf von Gersdorf – zum Amtshauptmann des dritten erzgebirgischen Kreises ernannt, der in etwa die späteren Amtshauptmannschaften Annaberg und Marienberg umfasste. Als 1818 das Rittergut Niederforchheim aus dem Schönherrschen Besitz zur Versteigerung kam, erstand es Biedermann gemeinsam mit dem Amtshauptmann vom Ende, übernahm es aber bald in den alleinigen Besitz. Mit seiner Ehefrau Karoline Dorothea geb. Tost, mit der er seit 1815 verheiratet war, zog er am 7. Juli 1819 in Forchheim ein. Somit wurde das Rittergut quasi zum Sitz der Amtshauptmannschaft.
Biedermann war Vorsitzender der Stände des Erzgebirgischen Kreises sowie Canonicus des Kollegiatstifts Wurzen. Zwischen 1836/37 und 1862 vertrat er dieses mehrfach in der I. Kammer des Sächsischen Landtags. Zwischen 1839 und 1848 bekleidete er das Amt des ersten Sekretärs der Kammer. Sein Zeitgenosse Bernhard Hirschel zählte ihn zu den Vertretern des „ächten Liberalismus“. Weiterhin beschreibt er ihn als „lang von Gestalt, mit etwas spitzem Kopf, brünettem Gesicht und länglichem Profil“. Biedermann vertrat zudem 1849/50 den 54., 55. und 56. Wahlkreis in der Landtagskammer. Sein Amt als Amtshauptmann legte er 1858 nieder. In Leipzig schloss er sich der Freimaurerloge Minerva zu den drei Palmen an.

## Familie
Er heiratete am 23. Mai 1815 Caroline Dorothea Tost (* 1. November 1788). Das Paar hatte mehrere Kinder:
- Gustav Woldemar (* 5. März 1817; † 6. Februar 1903), Direktor der sächsischen Eisenbahn und bekannter Goetheforscher ⚭ Antonie Henriette Leopoldine von Trützschler (* 13, August 1825; † 1908)
- Moritz Oskar (* 26. November 1818), sächsischer Generalmajor ⚭ 1847 Johann Marie Adelaide von Seelhorst (* 23. März 1822; † 10. Oktober 1874)
- Cäcilie Clementine Adelaide (* 6. Oktober 1820)
- Delef Willibald (* 22. Oktober 1823; † 6. Juni 1896) ⚭ 1856 Elisabeth Clara Frederike von Grävenitz (* 8. März 1826)

## Ehrungen
Die Stadt Annaberg ehrte Biedermann 1859 mit der Ernennung zum Ehrenbürger.